# Bisdom Kole
Het bisdom Kole (Latijn: Dioecesis Kolensis) is een rooms-katholiek bisdom in Congo-Kinshasa met als zetel Kole (kathedraal Regina Pacis). Het is een suffragaan bisdom van het aartsbisdom Kananga en werd opgericht in 1967. 
In 1932 stichtten paters picpussen een missiepost in Dekese, in het oosten van het gebied van het toenmalige apostolisch vicariaat Léopoldville. In 1936 werd de missiepost van Lomela gesticht en in 1940 die van Kole. Die laatste gebieden behoorden aanvankelijk tot het apostolisch vicariaat van Haut Kasaï, voor ze bij Lépoldville werden gevoegd in 1935. Het bisdom is ontstaan uit de in 1951 opgerichte apostolische prefectuur Kole dat onder leiding stond van Victor Van Beurden, SS.CC.. In 1967 werd hij de eerste bisschop van het nieuwe bisdom Kole. Hij moest in 1979 vertrekken om gezondheidsredenen en werd in 1980 opgevolgd door de eerste inlandse bisschop Louis Nkinga Bondala, C.I.C.M..
In 2016 telde het bisdom 14 parochies. Het bisdom ligt gedeeltelijk in de provincie Sankuru en gedeeltelijk in Kasaï. Het heeft een oppervlakte van 66.000 km2 en telde in 2016 502.000 inwoners waarvan 33,6% rooms-katholiek was. 

## Bisschoppen
- Victor Van Beurden, SS.CC. (1967-1980)
- Louis Nkinga Bondala, C.I.C.M. (1980-1996)
- Stanislas Lukumwena Lumbala, O.F.M. (1998-2008)
- Emery Kibal Nkufi Mansong’loo, C.P. (2015- )